# خفج نحيل
خفج نحيل (الاسم العلمي: Diplotaxis gracilis) هو نوع من النباتات تتبع جنس الخفج من الفصيلة الكرنبية.